# Buniel (kommunhuvudort)
Buniel är en kommunhuvudort i Spanien.   Den ligger i provinsen Provincia de Burgos och regionen Kastilien och Leon, i den norra delen av landet, 210 km norr om huvudstaden Madrid. Buniel ligger 823 meter över havet och antalet invånare är 269.
Terrängen runt Buniel är huvudsakligen platt. Buniel ligger nere i en dal. Runt Buniel är det glesbefolkat, med 12 invånare per kvadratkilometer. Närmaste större samhälle är Burgos, 10,4 km öster om Buniel. Trakten runt Buniel består till största delen av jordbruksmark.